# 宮川一夫
宮川 一夫（みやがわ かずお、1908年2月25日 - 1999年8月7日）は日本映画界を代表する映画カメラマンである。主に京都太秦、大映映画の時代劇における陰影ある斬新な撮影で稲垣浩、溝口健二や黒澤明らが監督する作品のカメラマンとして世界に知られる。本名：宮川 一雄。

## 来歴

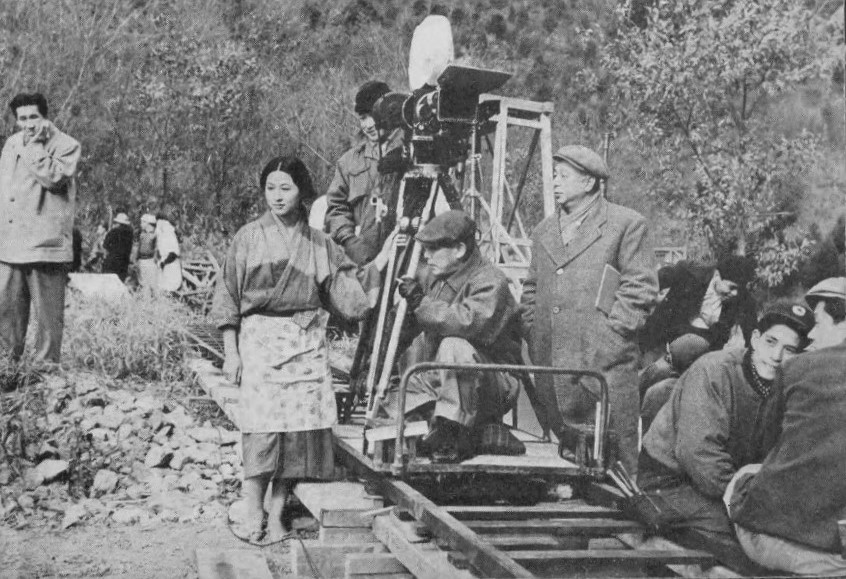
『山椒大夫』（1954年）の撮影現場。香川京子、宮川、溝口健二、美術監督の伊藤熹朔。

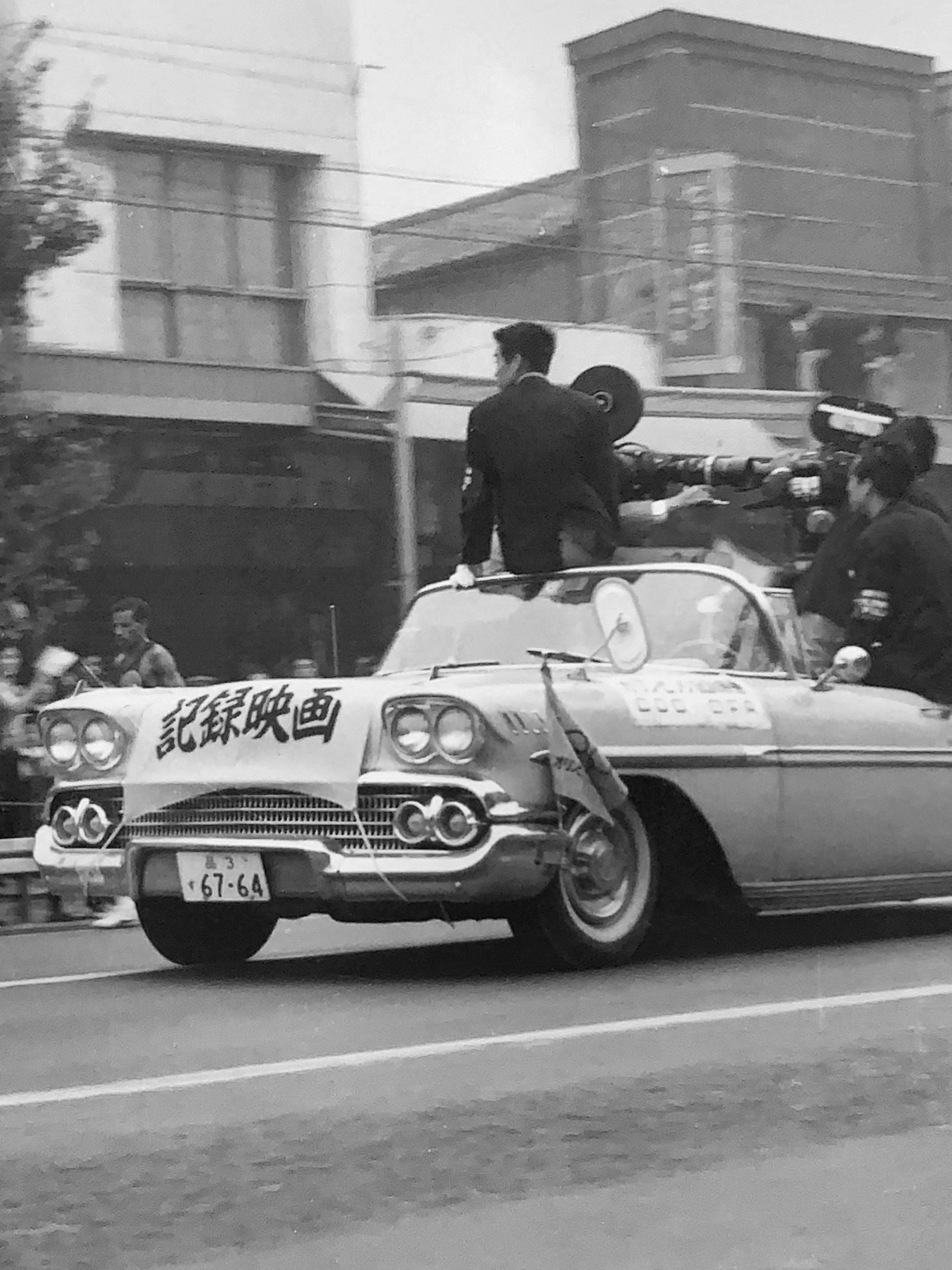
東京オリンピック（記録映画）の撮影車両（1964年）

京都市河原町御池生まれ。マキノ雅弘は小学校での同級生。
少年時代、墨絵を習っていて墨汁の白黒だけで色を使わせてもらえない事が不満だったと自伝で明かしているが、それが逆に白黒映画撮影時の表現に役立った。
京都商業学校（現・京都先端科学大学附属高等学校）を卒業後、18歳で日活京都へ現像部助手として入社。約3年程を見習いとして修行する。当時の野球部に所属し、運動は得意であった。その後、撮影部の欠員に伴い撮影部に移動した。1970年よりフリー、60年以上にわたり日本映画界で活躍した。
主な作品は『鴛鴦歌合戦』、『羅生門』、『雨月物語』、『祇園囃子』、『無法松の一生』、『夜の河』、『用心棒』、『悪名』、『東京オリンピック』、『座頭市と用心棒』、『ある殺し屋』等。サントリーのトリスのCM『雨と子犬』の撮影でも知られる。『羅生門』では当時、禁忌だった太陽を撮影するというカメラワークを行い黒澤監督から激賞された。
1960年、市川崑監督の『おとうと』の撮影を担当した際、物語の時代設定である大正の雰囲気を出す為にフィルムの発色部分の銀を残す独特の技法「銀残し」を生み出した。その後、宮川一夫の完成させた銀残しは、世界中の映画で広く用いられることになる。
京マチ子ら撮影所の仲間からはカー坊のあだ名で親しまれていた。1985年、NHK坂本九劇場『この人“宮川一夫ショー”』の中で勝新太郎は「大映撮影所で挨拶に行かなければならない偉い人は溝口健二先生、長谷川一夫先生、宮川一夫先生、大河内傳次郎先生だった」と語っている。
黒澤明監督の『影武者』の撮影中に体調が悪化し、京都大学医学部附属病院に入院。途中降板した。その病床で、大映時代から親しかった勝新太郎が主役から降ろされたことを聞かされショックを受けたエピソードが著書「キャメラマン一代」に綴られている。その後、自宅を訪れた勝にこの件で諌めたという。
1999年8月7日死去。91歳没。

## 主な撮影監督作品

### 日活京都時代
- 『お千代傘』（1935年、尾崎純監督）デビュー作。
- 『子守唄武州颪』（1935年、宮田味津三監督）
- 『戦塵』（1935年、尾形十三男監督）
- 『極楽花嫁塾』（1936年、尾形十三男監督）
- 『一刀流指南』（1936年、石橋清一監督）初のトーキー担当作品。
- 『お千代年ごろ』（1937年、菅沼完二監督）
- 『恩讐巡禮唄』（1937年、久見田喬二監督）
- 『飛龍の剣』（1937年、稲垣浩監督）
- 『無法者銀平』（1938年、稲垣浩監督）
- 『鞍馬天狗-角兵衛獅子の巻』（1938年、マキノ正博・松田定次共同監督）
- 『出世太閤記』（1938年、稲垣浩監督）
- 『闇の影法師』（1938年、稲垣浩監督）
- 『地獄の蟲』（1938年、稲垣浩監督）
- 『魔像』（1938年、稲垣浩監督）
- 『茨右近』（1939年、稲垣浩監督）
- 『袈裟と盛遠』（1939年、マキノ正博・稲垣浩共同監督）
- 『尊王村塾』（1939年、稲垣浩監督）
- 『牢獄の花嫁』（1939年、荒井良平監督）
- 『牢獄の花嫁　解決篇』（1939年、荒井良平監督）
- 『鴛鴦歌合戦』（1939年、マキノ正博監督）
- 『宮本武蔵（一部）草分の人々』（1940年、稲垣浩監督）
- 『宮本武蔵（二部）栄達の門』（1940年、稲垣浩監督）
- 『宮本武蔵（三部）剣心一路』（1940年、稲垣浩監督）
- 『風雲将棋谷（前篇）』（1940年、荒井良平監督）
- 『風雲将棋谷（後編）』（1940年、荒井良平監督）
- 『神変麝香猫　第一篇地獄の門』（1940年、荒井良平監督）
- 『神変麝香猫　解決篇』（1941年、荒井良平監督）
- 『鞍馬天狗　薩馬の密使』（1941年、菅沼完二監督）
- 『南方発展史　海の豪族』（1942年、荒井良平監督）日活と台湾総督府との共同製作。戦前日活最後の作品。

### 大映京都時代
- 『無法松の一生』（1943年、稲垣浩監督、伊丹万作脚本）
- 『土俵際』（1944年、丸根賛太郎監督、黒澤明脚本）
- 『小太刀を使ふ女』（1944年、丸根賛太郎監督）
- 『かくて神風は吹く』（1944年、丸根賛太郎監督）
- 『東海水滸伝』（1945年、伊藤大輔・稲垣浩共同監督）
- 『最後の攘夷党』（1945年、稲垣浩監督）
- 『扉を開く女』（1946年、木村恵吾監督）
- 『手袋を脱がす男』（1946年、森一生監督）
- 『槍おどり五十三次』（1946年、森一生監督）
- 『壮士劇場』（1947年、稲垣浩監督）
- 『悪魔の乾杯』（1947年、丸根賛太郎監督）
- 『手をつなぐ子等』（1948年、稲垣浩監督、伊丹万作脚本）
- 『好色五人女』（1948年、野淵昶監督・脚本）
- 『男を裁く女』（1948年、佐々木康監督）東横京都製作。
- 『その夜の冒険』（1948年、安田公義監督、高岩肇脚本）
- 『黒雲街道』（1948年、松田定次・森一生共同監督）
- 『新妻会議』（1949年、千葉泰樹監督）東横映画製作。
- 『幽霊列車』（1949年、野淵昶監督、小国英雄脚本）
- 『女殺し油地獄』（1949年、野淵昶監督）
- 『蛇姫道中』（1949年、木村恵吾・丸根賛太郎共同監督、木村恵吾・依田義賢共同脚本）
- 『続蛇姫道中』（1950年、木村恵吾・丸根賛太郎共同脚本、木村恵吾・依田義賢共同脚本）
- 『愛の山河』（1950年、小石栄一監督）
- 『城ケ島の雨』（1950年、田中重雄監督）
- 『羅生門』（1950年、黒澤明監督、黒澤明・橋本忍共同脚本）
- 『絢爛たる殺人』（1951年、加戸敏監督）大映東京製作。
- 『お遊さま』（1951年、溝口健二監督、依田義賢脚本）
- 『逢魔が辻の決闘』（1951年、森一生監督）
- 『西陣の姉妹』（1952年、吉村公三郎監督、新藤兼人脚本）
- 『瀧の白糸』（1952年、野淵昶監督、依田義賢脚本）
- 『すっ飛び駕』（1952年、マキノ雅弘監督、伊藤大輔脚本）
- 『千羽鶴』（1953年、吉村公三郎監督、新藤兼人脚本）大映京都・近代映協共同製作。
- 『雨月物語』（1953年、溝口健二監督、川口松太郎・依田義賢共同脚本）
- 『欲望』（1953年、吉村公三郎監督、新藤兼人脚本）大映京都・近代映協共同製作。
- 『祇園囃子』（1953年、溝口健二監督、依田義理賢脚本）
- 『山椒大夫』（1954年、溝口健二監督、八尋不二・依田義賢共同脚本）
- 『噂の女』（1954年、溝口健二監督、依田義賢・成沢昌茂共同脚本）
- 『近松物語』（1954年、溝口健二監督、依田義賢脚本）
- 『次男坊鴉』（1955年、弘津三男監督）
- 『天下を狙う美少年』（1955年、荒井良平監督、衣笠貞之助脚本）
- 『新・平家物語』（1955年、溝口健二監督、依田義賢・辻久一・成沢昌茂共同脚本）初のカラー担当作品。
- 『俺は藤吉郎』（1955年、森一生監督）
- 『赤線地帯』（1956年、溝口健二監督）大映東京製作。
- 『夜の河』（1956年、吉村公三郎監督、田中澄江脚本）
- 『新・平家物語 静と義経』（1956年、島耕二監督）
- 『朱雀門』（1957年、森一生監督）
- 『夜の蝶』（1957年、吉村公三郎監督、田中澄江脚本）大映東京製作。
- 『冥土の顔役』（1957年、山村三男監督、高岩肇脚本）大映東京製作。
- 『月姫系図』（1958年、渡辺実監督、高岩肇脚本）
- 『赤胴鈴之助 三ツ目の鳥人』（1958年、森一生監督）
- 『炎上』（1958年、市川崑監督、和田夏十・長谷部慶治共同脚本）
- 『弁天小僧』（1958年、伊藤大輔監督）
- 『女と海賊』（1959年、伊藤大輔監督、伊藤大輔・八尋不二共同脚本）
- 『鍵』（1959年、市川崑監督、長谷部慶治・和田夏十・市川崑共同脚本）大映東京製作。
- 『浮草』（1959年、小津安二郎監督、野田高梧・小津安二郎共同脚本）大映東京製作。
- 『女経 第三話』（1960年、吉村公三郎監督）大映東京製作。
- 『ぼんち』（1960年、市川崑監督、和田夏十・市川崑共同脚本）
- 『切られ与三郎』（1960年、伊藤大輔監督・脚本）
- 『おとうと』（1960年、市川崑監督、水木洋子脚本）大映東京製作。
- 『婚期』（1961年、吉村公三郎監督、水木洋子脚本）大映東京製作。
- 『用心棒』（1961年、黒澤明監督、黒澤明・菊島隆三共同脚本）黒澤プロ・東宝共同製作。
- 『沓掛時次郎』（1961年、池広一夫監督）
- 『悪名』（1961年、田中徳三監督、依田義賢脚本）
- 『続・悪名』（1961年、田中徳三監督、依田義賢脚本）
- 『破戒』（1962年、市川崑監督、和田夏十脚本）
- 『第三の悪名』（1963年、田中徳三監督、依田義賢脚本）
- 『女系家族』（1963年、三隅研次監督、依田義賢脚本）
- 『雑兵物語』（1963年、池広一夫監督、小国英雄脚本）
- 『越前竹人形』（1963年、吉村公三郎監督）
- 『座頭市千両首』（1964年、池広一夫監督）
- 『ど根性物語 銭の踊り』（1964年、市川崑監督、久里子亭脚本）大映東京製作。
- 『駿河遊侠伝 破れ鉄火』（1964年、田中徳三監督、高岩肇脚本）
- 『赤い手裏剣』（1965年、田中徳三監督、高岩肇・野上竜雄共同脚本）
- 『東京オリンピック』（1965年、市川崑監督、谷川俊太郎・市川崑・和田夏十・白坂依志夫共同脚本）東京オリンピック映画協会製作。
- 『悪名幟』（1965年、田中徳三監督、依田義賢脚本）
- 『悪名無敵』（1965年、田中徳三監督、依田義賢脚本）
- 『刺青』（1966年、増村保造監督、新藤兼人脚本）
- 『悪名桜』（1966年、田中徳三監督、依田義賢脚本）
- 『座頭市の歌が聞える』（1966年、田中徳三監督、高岩肇脚本）
- 『小さい逃亡者』（1966年、衣笠貞之助・エドワルド・ヴォチャロフ共同監督、小国英雄・エミール・ブラギンスキー共同脚本）ソ連ゴーリキー撮影所・大映共同製作。
- 『ある殺し屋』（1967年、森一生監督、増村保造・石松愛弘共同脚本）
- 『座頭市牢破り』（1967年、山本薩夫監督、中島丈博・松本孝二共同脚本）勝プロ・大映京都共同製作。
- 『ある殺し屋の鍵』（1967年、森一生監督、小滝光郎脚本）
- 『*とむらい師たち』（1968年、三隅研次監督、藤本義一脚本）
- 『講道館破門状』（1968年、井上昭監督、石松愛弘・浅沼昭三郎共同脚本）
- 『座頭市果し状』（1968年、安田公義監督、直居欽哉脚本）
- 『出獄四十八時間』（1969年、森一生監督、吉田哲郎脚本）
- 『殺し屋をバラせ』（1969年、池広一夫監督、石松愛弘脚本）
- 『鬼の棲む館』（1969年、三隅研次監督、新藤兼人脚本）
- 『尻啖え孫市』（1969年、三隅研次監督、菊島隆三脚本）

### フリー時代
- 『座頭市と用心棒』（1970年、岡本喜八監督、岡本喜八・吉田哲郎共同脚本）勝プロ製作。
- 『座頭市あばれ火祭り』（1970年、三隅研次監督、山田隆之・勝新太郎共同脚本）勝プロ・大映京都共同製作。
- 『沈黙 SILENCE』（1971年、篠田正浩監督）
- 『無宿人御子神の丈吉-牙は引き裂いた』（1972年、池広一夫監督、石松愛弘脚本）東京映画製作。
- 『無宿人御子神の丈吉-川風に過去は流れた』（1972年、池広一夫監督、石松愛弘・池広一夫共同脚本）東京映画製作。
- 『子連れ狼-親の心子の心』（1972年、斎藤武市監督、小池一夫脚本）勝プロ製作。
- 『御用牙-かみそり半蔵 地獄責め』（1973年、増村保造監督・脚本）勝プロ製作。
- 『悪名 縄張荒らし』（1974年、増村保造監督、依田義賢脚本）勝プロ製作。
- 『妖婆』（1976年、今井正監督、水木洋子脚本）永田プロ・大映共同製作。
- 『はなれ瞽女おりん』（1977年、篠田正浩監督、長谷部慶治・篠田正浩共同脚本）表現社・東宝共同脚本
- 『影武者』（1980年、黒澤明監督、黒澤明・井手雅人共同脚本）黒澤プロ・東宝共同製作。急病のため途中降板。
- 『悪霊島』（1981年、篠田正浩監督、清水邦夫脚本）角川事務所製作。
- 『曽根崎心中』（1981年、栗崎碧監督）栗崎事務所製作。
- 『瀬戸内少年野球団』（1984年、篠田正浩監督、田村孟脚本）YOUの会・ヘラルド・エース製作。
- 『鑓の権三』（1986年、篠田正浩監督）
- 『舞姫』（1989年、篠田正浩監督）
- 『浪人街』（1990年、黒木和雄監督）一部担当。遺作。

## 受賞・栄典
- 1952年　第3回ブルーリボン賞撮影賞[1]
- 1953年　第4回芸術選奨文部大臣賞
- 1978年　紫綬褒章
- 1981年　日本映画ペンクラブ賞
- 1983年　勲四等旭日小綬章
- 1986年　朝日賞[2]
- 1989年　ピカソ・メダル（ユネスコ）
- 1992年　山路ふみ子文化賞、川喜多賞[3]

## 著書
単著
- 『キャメラマン一代―私の映画人生60年』（1985年7月、PHP研究所）ISBN 978-4569215716

共著
- 宮川一夫＋淀川長治『映画の天使』(2000年6月、パンドラ)　ISBN：4-7684-7810-7

### 関連書籍
- 渡辺浩『宮川一夫の世界―映像を彫る』（1984年9月、ヘラルド・エンタープライズ）
- 山田幸平「初期の宮川一夫」『映像学』第29巻、日本映像学会、1984年、43-46頁、doi:10.18917/eizogaku.29.0_43。
- 渡辺浩『映像を彫る―改訂版 撮影監督 宮川一夫の世界』（1997年12月、パンドラ）ISBN 978-4768477830
- 『撮影監督・宮川一夫の世界―光と影の映画史』(キネ旬ムック)（2000年5月、キネマ旬報社）ISBN 978-4873765389